# Neujahrsschreien
Das Neujahrsschreien (im Dialekt: s’Nuijohrschreie) ist ein traditioneller Brauch zu Neujahr, der besonders im Allgäu, Niederbayern und in Südtirol verbreitet ist.
Am Neujahrsmorgen ziehen die Kinder insbesondere im Ostallgäu, in der Gegend von Pfronten, Eisenberg, Nesselwang und Wald, von Haus zu Haus, wünschen der Nachbarschaft ein gutes neues Jahr und sagen dabei einen Neujahrsspruch auf, der von Ort zu Ort verschieden sein kann. In einigen Ortschaften wird für jedes neue Jahr ein neuer Spruch verfasst.

„Gelobt sei Jesus Christ. A guots Nuis Johr alle mitand!“

Als Dank für die guten Wünsche bekamen die Kinder früher ein Stück Obst – Äpfel oder Dörrbirnen – und zwei oder drei Pfennige (A Batzele) für das – meist selbstgefertigte – Geldsäckchen. Auch heute werden die Kinder mit einem kleinen Geldbetrag zwischen 50 Cent und einem Euro belohnt. Häufig bekommen die Kinder Süßigkeiten oder selbstgebackene Laibla dazu. Das Neujahrsschreien wird traditionell von Kindern bis zum 9. Schuljahr durchgeführt und endet vor 12 Uhr mittags. Wer nach dem Schlag der Mittagsglocke das Neujahrsschreien nicht beendet hat, bekommt keine Gaben mehr.

„S’Kraut isch scho gesse“

Der Ursprung des jahrhundertealten Brauches ist nicht belegt.
In Pennsylvania bei den Pennsylvania Dutch, den Nachfahren südwestdeutscher Einwanderer, hat sich eine Form des "Neujahrsschreiens" erhalten. Musiker ziehen kurz nach Mitternacht von Haus zu Haus und wünschen den Familien in einem "Nei Yaahrs Winsch" ein gutes neues Jahr. Kennzeichnend hierbei ist ein ritueller Gesang.